# Condega
Condega – miasto w Nikaragui, w departamencie Estelí.